# Salvatore Sciascia (politico)
Salvatore Sciascia (Moglia, 21 marzo 1943 – Milano, 27 luglio 2024) è stato un politico e dirigente d'azienda italiano.

## Biografia
Nato a Moglia, in provincia di Mantova, visse a Segrate (Milano). Figlio di un segretario comunale, ultimo di 3 fratelli, si laureò in giurisprudenza. Si sposò nel 1971 ed ebbe una figlia.

### Attività manageriale
Iniziò la propria carriera nel 1971 presso la Siemens Elettra dove si occupò di problematiche fiscali.
Dopo una breve parentesi in Pierrel, nel 1982 entrò in Fininvest quale tributarista, conseguendo qui, dopo breve tempo, la carica di direttore dei servizi fiscali del Gruppo, ruolo che mantenne fino al 2001 quando si dedicò all'attività professionale. Ricoprì cariche societarie in numerose aziende, anche quotate, operanti nel settore finanziario, immobiliare e televisivo e fu consigliere di amministrazione di Fininvest.
Fu iscritto all'Ordine dei Consulenti del Lavoro della provincia di Varese e nel Registro dei Revisori Contabili.
Coinvolto col gruppo Fininvest dalla bufera di Tangentopoli, subì un processo in quanto responsabile dei servizi fiscali di questa società (una storia di tangenti pagate dalla Fininvest alla Guardia di Finanza) e fu condannato per corruzione in via definitiva con sentenza della Corte di Appello di Milano a due anni e sei mesi ma con tutti i benefici di legge, sentenza poi confermata dalla Corte di cassazione nel 2001.
Ottenne la completa riabilitazione con provvedimento emesso del Tribunale di sorveglianza di Milano il 23/09/2005, con atto 8862/2005 reg.

### Attività politica

#### Elezione a senatore
Fu eletto senatore, nelle file del Popolo della Libertà, nella XVI legislatura e nella XVII legislatura.
Il 16 novembre 2013, con la sospensione delle attività del Popolo della Libertà, aderì a Forza Italia.
Alle elezioni politiche del 2018 fu nuovamente eletto senatore nel collegio uninominale di Milano-Legnano, sostenuto dal centro-destra (in quota FI).
Nel dicembre 2019 fu tra i 64 firmatari (di cui 41 di Forza Italia) per il referendum confermativo sul taglio dei parlamentari: pochi mesi prima i senatori berlusconiani disertarono l'aula in occasione della votazione sulla riforma costituzionale.
Non venne ricandidato alle elezioni politiche del 2022.

### Decesso
Morì a Milano il 27 luglio 2024 all'età di 81 anni.